# 海岫铁路
海岫铁路是一条全线位于中华人民共和国辽宁省鞍山市境内的单线铁路，线路从沈大铁路海城站引出，向东至岫岩站，全长91.6公里。在移交给中国铁路沈阳局集团有限公司之前，海岫铁路曾是辽宁省境内最长的一条地方铁路。

## 历史
海岫铁路于1986年10月开工建设，1991年3月开通试运行。
随着东北铁路网的完善，新建的岫庄铁路使海岫铁路成为沈大铁路和东北东部铁路的连接线的一部分，旧有的铁路线列车运行时速仅为50公里，已经不能满足运力需求。2009年4月，中国铁道部与辽宁省政府签订的部省协议，海城至岫岩铁路需先移交国铁后再进行技术改造并与岫岩至庄河铁路重组。2017年，海岫铁路被移交给沈阳局集团。2019年9月9日，海岫铁路开通货运。2019年9月28日，海岫铁路开通客运。2020年11月10日，客运停运。在2021年鞍山市政府的工作报告中，提到了海岫铁路需整改。

## 连接线路
- 海城站：沈大铁路、沟海铁路
- 岫岩站：岫庄铁路（在建）